# Martín Gutiérrez
Martín Gutiérrez, S.J., (Almodóvar del Campo, 1524 - Cardeilhac, 1573) fue un jesuita español martirizado por los calvinistas en Francia.

## Biografía
Estudió en Almodóvar las primeras letras y luego en la Universidad de Alcalá, donde fue condiscípulo de Francisco de Villanueva; en noviembre de 1550 entró en la Compañía de Jesús. Ejerció los cargos de rector en los colegios de Plasencia (1558), Valladolid y Salamanca (1569). Llegó a Salamanca en 1565 y logró agregar el colegio a la Universidad; allí fue maestro del gran teólogo y filósofo de su orden Francisco Suárez y confesor de Santa Teresa de Jesús y la ayudó en la fundación de la Orden de los Carmelitas Descalzos. Se convirtió en uno de los más famosos predicadores de Salamanca. Allí le empezaron a acometer fuertes cefaleas o dolores de cabeza, acaso migrañas, por lo que a veces sus sermones se los tenía que componer su amigo, el también jesuita padre Gil de la Mata. Al morir San Francisco de Borja en 1572, y habiendo sido nombrado superior de la Casa profesa de Valladolid (1573), le eligieron para representar a la Provincia de Castilla en la III Congregación General que debía hacerse en Roma; de viaje para allá le apresaron los hugonotes (calvinistas franceses) junto a otros dos compañeros, y fue encarcelado en una torre y torturado; estos malos tratos le acarrearon la muerte. Pasados treinta años, fue posible repatriar su cuerpo, según el Diccionario histórico de la Compañía de Jesús, tomo II; dos jesuitas trajeron su cuerpo a España y lo enterraron en la iglesia de la casa profesa de Valladolid al lado del altar mayor con el siguiente epitafio en latín, que traducido es el siguiente:
Al padre Martín Gutiérrez, natural de Almodóvar, prepósito de esta casa, varón de singular piedad, virtud y doctrina, que preso por los herejes de Cardellac en Francia murió el año de mil y quinientos y setenta y tres, a los cuarenta y nueve años de su edad. De donde se trasladó aquí el año de mil y seiscientos y tres. Los padres de esta casa, en señal de amor, le dedicaron esta sepultura.
Fue declarado venerable por la Iglesia Católica. Escribió sobre él Juan Eusebio Nieremberg en sus Varones ilustres (libro III, capítulo séptimo) y narró su martirio Luis de la Puente en su Vida del padre Baltasar Álvarez.